# The Blade Runners
I Blade Runners fu un tag team di wrestling composto da Sting e Rock. Il duo si formò nel 1985 e si sciolse l'anno successivo a causa del passaggio di Rock alla World Class Championship Wrestling.

## Carriera
Steve Borden e Jim Hellwig, avevano già lottato fianco a fianco come parte dei "Powerteam USA", un gruppo di quattro lottatori addestrati da Red Bastien e Rick Bassman che debuttarono nel 1985. Oltre a Borden ed Hellwig, il gruppo era composto da Garland Donoho e Mark Miller. La squadra è stata gestita da Bassman mentre cercavano di entrare nel mondo del wrestling. Dopo solo un breve periodo nel settore sia Donoho e Miller si ritirarono a causa della mancanza di successo. Hellwig e Borden rimasero, lottando in tag team nella Continental Wrestling Association di Jerry Jarrett e successivamente nella Universal Wrestling Federation di Bill Watts.
Inizialmente i due combatterono come The Freedom Fighters, con Hellwig che si faceva chiamare Justice, mentre Borden era conosciuto come Flash e avevano come manager Dutch Mantel. Ma i due erano fondamentalmente dei culturisti e mancavano di una formazione completa, pertanto i loro match erano molto violenti e spesso infortunavano gli avversari. A causa di ciò il duo ebbe vita breve nella Memphis Continental Wrestling Association.
Il team ha iniziato a lavorare per Mid-South Wrestling (rinominata Universal Wrestling Federation poco dopo) di proprietà di Bill Watts nei primi mesi del 1986. È qui che il tag team divenne noto come The Blade Runners (Hellwig si chiamava Rock e Borden divenne Sting) ed erano gestiti da Eddie Gilbert. La loro prima faida fu contro Ted DiBiase e "Dr. Death" Steve Williams.
Meno di 6 mesi dopo il suo arrivo in Mid-South, Hellwig e Borden si divisero, con Hellwig che passò alla World Class Championship Wrestling, dove divenne noto come "The Dingo Warrior", ponendo le basi per la sua famosa gimmick dell'Ultimate Warrior nella World Wrestling Federation.
Sting è rimasto in Mid-South e sotto la tutela di Eddie Gilbert, prima di effettuare un turn face.

### Reunion "One Night Only"
I due si sono riuniti, anche se non ufficialmente sotto il nome Blade Runners nella World Championship Wrestling, in una puntata di Nitro, l'11 ottobre 1998, dove hanno lottato contro Hollywood Hogan e Bret Hart. La vittoria andò a Sting e Warrior per squalifica, a causa delle interferenze del nWo.